# Lijst van bamboefluiten

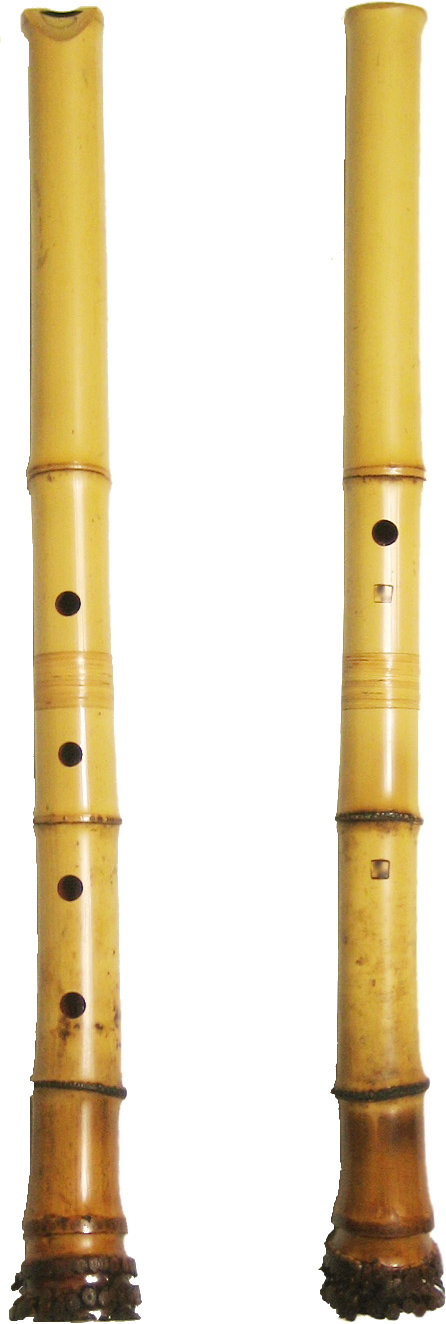
Twee shakuhachi's, bamboefluiten uit Japan

Lijst van fluiten gemaakt van bamboe
Bamboefluiten treft men aan in vele muzikale tradities en streken.
- Atenteben (Ghana)
- Bansuri (India)
- Chi (China)
- Dizi (China)
- Daegeum of Daegum (Korea)
- Dangjeok (Korea)
- Danso (of Tanso) (Korea)
- Dongdi (China)
- Hocchiku (Japan)
- Jeok (Korea)
- Ji (Korea)
- Junggeum of Junggum (Korea)
- Kagurabue (Japan)
- Khloy (Cambodja)
- Khlui (Thailand)
- Komabue (Japan)
- Koudi (China)
- Traditionele Amerikaanse fluit (Verenigde Staten en Canada)
- Nohkan (Japan)
- Ohe Hano Ihu (Polynesië)
- Paixiao (China)
- Panfluit (onder andere Roemenië)
- Quena (Andes)
- Ryūteki (Japan)
- Sáo (Vietnam)
- Saluang (West-Sumatra)
- Shakuhachi (Japan)
- Shinobue (Japan)
- Siku (Andes)
- So (Korea)
- Sogeum of Sogum (Korea)
- Suling (Indonesië)
- Tongso (Korea)
- Xiao (China)
- Xindi (China)
- Yak (Korea)
- Yokobue (Japan)
- Yue (China)